# MinGW
MinGW ou Mingw32 (Minimalist GNU for Windows) est une adaptation des logiciels de développement et de compilation du GNU (GCC - GNU Compiler Collection), à la plate-forme Win32. Le développement du projet MinGW s'est ralenti depuis la création en 2005-2008 d'un projet alternatif appelé Mingw-w64 (en).
Contrairement à Cygwin, les programmes générés avec MinGW n'ont pas besoin de couche intermédiaire de compatibilité (sous forme d'une bibliothèque dynamique, DLL). MinGW ne supporte que les environnements d'exécution 32 bits, ce qui, entre autres, a motivé le projet concurrent Mingw-w64 (en).
D'autre part, sa licence libre n'exige pas que les applications développées avec MinGW soient publiées sous licence GNU GPL.
MinGW inclut un ensemble de fichiers d'en-tête de Windows (w32api) pour le développement d'applications natives Win32. En particulier, il étend la bibliothèque Microsoft Visual C++ runtime pour proposer la compatibilité avec C99.
MinGW est aussi disponible pour Linux. Il sert, sous ce système, à compiler des applications pour Windows.

## Histoire
Publié en février 2000, MinGW fut élu projet du mois de septembre 2005 sur SourceForge.net.